# Goethe-Gymnasium (Berlin-Lichterfelde)
Das  Goethe-Gymnasium ist ein Gymnasium im Berliner Ortsteil Lichterfelde des Bezirks Steglitz-Zehlendorf und umfasst die Jahrgangsstufen 7–12. Das Gymnasium befindet sich in der Villenkolonie Lichterfelde in der Ortslage Lichterfelde West. Es ist benannt nach Johann Wolfgang von Goethe.
Das Schulentwicklungsziel des Goethe-Gymnasiums ist geprägt von der Konzentration auf die Förderung der Selbstständigkeit der Schülerinnen und Schüler, unterstützt durch ein breites Angebot außerschulischer Arbeitsgemeinschaften im musikalischen, gesellschaftspolitischen und sportlichen Bereich. Seit 2010 wurde dem Goethe-Gymnasium bereits über 20 Mal der Titel Europäische Umweltschule verliehen, außerdem ist sie eine IT-Musterschule. Der Förderverein des Goethe-Gymnasiums, der Verein der Freunde des Goethe Gymnasiums Lichterfelde e. V., wurde 1922 gegründet, unterstützt Projekte der Schule und vergibt jährlich den „Goethe-Sozialpreis“ für außerordentliches soziales Engagement einer Schülerin bzw. eines Schülers.
Das Goethe-Gymnasium hatte 2021 bis 2024 eine Abitur-Erfolgsquote von 98 bis 100 %.

## Geschichte
Am 8. April 1872 wurde in der Villa Hildesheim (Bellair) in der Berliner Straße (heute: Ostpreußendamm) die Krahmersche höhere Mädchenschule von Adelheid Krahmer gegründet. Es sollten sechs Schülerinnen unterrichtet werden. Dazu kam ein Schüler, der aufgrund schlechter Verkehrsverbindungen und hohen Schulgeldes die „Knabenschule“ nicht besuchen konnte. Adelheid Krahmer, die auch die erste Schulleiterin war, stellte mit stetig steigender Schülerinnenzahl mehr Lehrerinnen ein. Da die räumlichen Gegebenheiten nicht ausreichend waren, zog die Schule 1874 in die Chausseestraße 29 Ecke Dürerstraße um.
Im Jahr 1878 wurde die Schule in die Berliner Straße 166 verlegt, diesmal in ein eigens von Adelheid Krahmer in Auftrag gegebenes Gebäude (heute: Willi-Graf-Oberschule). In der folgenden Zeit zog in die Nähe der Schule die Hauptkadettenanstalt, was ein großer Vorteil für die Krahmersche höhere Mädchenschule war. Einige der männlichen Lehrkräfte der Kadettenanstalt konnten nun auch an der Mädchenschule unterrichten.
Im Jahre 1881 wurden dann alle männlichen Schüler an ein neu errichtetes Gymnasium (Schiller-Gymnasium) versetzt und die Schule unterrichtete wieder nur Mädchen. 1904 ging die Krahmersche höhere Mädchenschule in den Besitz der Gemeinde Groß-Lichterfelde über, denn sie sollte eine „öffentliche höhere Mädchenschule“ werden. 1907/1908 ging Adelheid Krahmer in den Ruhestand. Von ihren Nachfolgern wurde die Schule 1911 in Lyzeum und Oberlyzeum der Gemeinde Berlin-Lichterfelde umbenannt.
1943 wurde das Schulgebäude in der Berliner Straße schwer beschädigt und erst im Juni 1945 wiedereröffnet. Kurz darauf zog sie in das Gebäude an der Drakestraße um, das zuvor von dem Realgymnasium Lichterfelde genutzt wurde. 1951 erfolgte die Umbenennung in Goethe-Schule, nachdem sie zwischenzeitlich Lichterfelder Oberschule für Mädchen hieß. Seit 1953 wurden auch wieder männliche Schüler aufgenommen und die Schule konnte viele Fortschritte verzeichnen: wiederhergestellte Gebäudeteile, Aula, Turnhalle und naturwissenschaftliche Fachräume wurden 1954 eröffnet. Um der rasch wachsenden Zahl der Schüler in den 1970er Jahren gerecht zu werden, erfolgten in dieser Zeit zahlreiche Renovierungen und Umbauten. Seit dem Jahr 2015 verfügt die Schule über eine moderne Dreifeldsporthalle.
Im Jahr 2016 wurde die Schule in Goethe-Gymnasium Lichterfelde umbenannt. Im Jahr 2022 feierte die Schule 150-Jahre bestehen.

## Architektur und Gelände

### Gelände
Auf dem etwa 12.000 m² großen Grundstück befinden sich das Schulgebäude, die 2014 errichtete Turnhalle, ein Schulgarten, Tischtennisplatten und weitere Sporteinrichtungen. Das Grundstück der Schule wird umgeben von Wohnhäusern an der Drakestraße im Norden, von der Drakestraße im Osten, vom Weddigenweg im Süden und von Wohnhäusern des Weddigenwegs und der Potsdamer Straße im Westen.

### Schulgebäude
Das Schulgebäude wurde von 1909 bis 1912 nach dem Entwurf der Architekten Julia Ammer und Richard Tietzen erbaut und war zuerst Schulgebäude des Lichterfelder Realgymnasiums, das nach dem Zweiten Weltkrieg mit dem benachbarten Lilienthal-Gymnasium vereinigt wurde. Die äußere Gestalt des Gebäudes änderte sich seitdem kaum. Das gelbe, verputzte Gebäude ist dem Stil des Neoklassizismus zuzuordnen. Das Gebäude setzt sich aus zahlreichen vor- und zurückspringenden Teilen zusammen. Der Haupteingang befindet sich an der Drakestraße. In den Jahren nach dem Zweiten Weltkrieg wurde das Gebäude mehrmals umgebaut. In dem Schulgebäude befinden sich eine Aula, eine Turnhalle, zahlreiche Klassen- und Fachräume, Verwaltungsräume und eine Cafeteria.
2010 begann die Planung für den Neubau einer dreiteiligen Turnhalle, die den dringenden Bedarf nach Sportanlagen im Bezirk Steglitz-Zehlendorf abdecken sollte. Als Standort wurde ein am Weddigenweg liegender Grundstücksbereich ausgewählt. Kriterium dafür war unter anderem der geschützte Baumbestand auf dem Grundstück. Für den Bau der Turnhalle wurde eine Summe von 4,5 Millionen Euro angesetzt. Die Turnhalle wurde 2014 fertiggestellt und eröffnet. Im Jahr 2024 hat die Fassadensanierung begonnen.
Das Schulgebäude ist ein gelistetes Baudenkmal und steht unter der Objektdokumentnummer 09065766 in der Denkmaldatenbank des Landes Berlin.

## Schulleben

### Schulprofil
Das Schulentwicklungsziel besteht in der Förderung der Selbstständigkeit der Schülerinnen und Schüler. Zudem wurde 2022 erstmalig die Futur3-Klasse eingerichtet. Eine Klasse, die sich verstärkt mit den Themen Nachhaltigkeit und Umweltschutz auseinandersetzt. Dem Goethe-Gymnasium wurde bereits über 20 Mal aufeinanderfolgend der Titel Europäische Umweltschule verliehen. 
Darüber hinaus ist das Goethe-Gymnasium seit 2012 mit dem Siegel „Berliner Klima Schule“ ausgezeichnet. Das Siegel muss jedes Jahr erneut durch Projekte zum Thema Umweltschutz bestätigt werden.
Im Jahr 2006 gewann das Goethe-Gymnasium den IT-Schulpreis. An der Schule wird der Vertretungs- und Stundenplan digital verwaltet und ist über eine App einsehbar, Zusätzlich nutzt die Schule ein digitales Klassenbuch sowie das Programm schul.cloud für die interne Kommunikation. 
Das Goethe-Gymnasium ist seit 2002 IT-Musterschule. Die Schule erhält dafür zusätzlich vom Bezirksamt Steglitz-Zehlendorf und der gemeinnützigen Cids GmbH Computer-Hardware und Netzwerkkomponenten. Ziel ist es, Computer als selbstverständliche und funktionierende Werkzeuge im Fach- und Klassenunterricht einzuführen. Die Schüler können in allen Klassen- und Kursräumen einen persönlichen Internetzugang nutzen. Im Jahr 2024 wurde nahezu alle Räume der Schule mit neuen interaktiven Whiteboards ausgestattet und das WLAN-Netz der Schule installiert.

### Sprachenfolge
Als erste Fremdsprache kann Englisch sowie Französisch ab der Klassenstufe 7 gewählt werden. Ab Klassenstufe 8 wird Latein als Wahlpflichtfach angeboten.

### Lehrer- und Schülerzahl
Im Schuljahr 2024/25 besuchen 767 Schülerinnen und Schüler die Schule.
| Schuljahr | Lehrer | Schüler |
| --------- | ------ | ------- |
| 2001/02   |        | 596     |
| 2002/03   |        | 579     |
| 2003/04   | 52     | 560     |
| 2004/05   | 54     | 584     |
| 2005/06   | 55     | 611     |
| 2006/07   | 53     | 650     |
| 2007/08   | 56     | 669     |
| 2008/09   | 56     | 700     |
| 2009/10   | 61     | 766     |
| 2010/11   | 65     | 826     |
| 2011/12   | 84     | 853     |
| 2012/13   | 83     | 779     |
| 2013/14   | 79     | 789     |
| 2014/15   | 80     | 786     |
| 2015/16   | 81     | 749     |
| 2016/17   | 81     | 752     |
| 2017/18   | 81     | 756     |
| 2020/21   | 76     | 751     |
| 2021/22   | 71     | 765     |
| 2022/23   | 71     | 765     |
| 2023/24   | 75     | 765     |
| 2024/25   | 72     | 767     |

### Arbeitsgemeinschaften
Besonders in der musikalischen Richtung bietet das Goethe-Gymnasium eine große Auswahl an Arbeitsgemeinschaften (kurz: AG), die nach der Schulzeit wahrnehmbar sind. Es gibt unter anderem eine Ukulelen-AG, eine Gitarren-AG, zwei Chöre, eine Schulband und ein Orchester. Im sportlichen Bereich gibt es eine Hockey-, Fußball-, Basketball-, Ruder- und Badminton-AG. Weitere Arbeitsgemeinschaften sind eine Garten-AG, eine Theater-AG, eine eSport-AG, die Courage-AG und eine Roboter-AG. Seit 2017 gibt es auch eine erfolgreiche Funk-AG mit Schwerpunkten in Satellitenübertragungen und Ballonstarts mit Radiosonden. Insgesamt bietet die Schule mehr als 22 Arbeitsgemeinschaften an.

### E-Sport-AG(Goethe Esports)
Zu den bisher erfolgreichsten Arbeitsgemeinschaften zählt die E-Sport-AG, gegründet von Max Keßler und David Mandel, die im nationalen sowie internationalen Raum bereits Aufmerksamkeit durch Turnierergebnisse erzielt hat. Betreut wird die AG von Gabriel Stüdemann.
| Turnier                               | Platzierung | Videospiel        | Ort    | Jahr |
| ------------------------------------- | ----------- | ----------------- | ------ | ---- |
| Deutsche Games Schulmeisterschaft     | 02. Platz   | League of Legends | Köln   | 2019 |
| Deutsche Games Schulmeisterschaft     | 00Top 8     | Rocket League     | online | 2019 |
| ISF World Esports School Championship | 03. Platz   | League of Legends | Kiew   | 2019 |
| Deutsche Games Schulmeisterschaft     | 05. Platz   | Rocket League     | online | 2020 |
| LBG Masters 2020 (Sidebracket)        | 01. Platz   | League of Legends | online | 2020 |
| LBG Masters 2020                      | 10. Platz   | Rocket League     | online | 2020 |
| play-eS Regio Nord                    | 02. Platz   | League of Legends | online | 2020 |
| play-eS Regio Nord                    | 03. Platz   | FIFA 20           | online | 2020 |
| ISF World Esports School Championship | 00Top 8     | Valorant          | online | 2021 |
| EsportZ Saison 1                      | 01. Platz   | Splatoon 2        | online | 2021 |

### Veranstaltungen
Zu den jährlich stattfindenden Veranstaltungen gehören ein Tag der offenen Tür sowie Theateraufführungen der Kurse im Darstellenden Spiel und Konzerte der Musik-Arbeitsgemeinschaften. Das Schuljahr wird mit einem gemeinsamen Sommerfest begonnen, meist am ersten Freitag eines Schuljahres. Später im Jahr kommt die Schulgemeinschaft zu Konzerten, wie dem Treppenmusizieren zu Weihnachten, dem Neujahrskonzert im Januar, dem Lesefest zum Tag des Buches und dem GGL-Finale am letzten Schultag zusammen. Zwischendurch finden weitere Einzelveranstaltungen der Klassen und Arbeitsgemeinschaften statt, die das Schulleben prägen und die Schulgemeinschaft stärken.

### Förderverein
Der Förderverein des Goethe-Gymnasiums, der Verein der Freunde des Goethe Gymnasiums Lichterfelde e. V., wurde 1922 gegründet und ist damit einer der ältesten schulischen Fördervereine in Berlin. Aktuell hat der Verein über 250 Mitglieder und ist stolz auf diese lange Tradition und das Engagement für Schülerinnen und Schüler an der Schule.
Der Verein unterstützt folgende Projekte an der Schule:
- Zuschüsse zu Schülerreisen
- Unterstützung der Goethe-Bienen-AG
- Finanzielle Unterstützung zu Schülerpartnerschaften im Ausland
- Verbesserung der Ausstattung der Schule mit Musikinstrumenten, Bühnenbeleuchtung, IT-Ausstattung, Foto- und Sprachlabor
- Schulhofbegrünung
- Unterstützung der Ruderriege
- Auszeichnungen und Abiturprämie

Daneben wird in jedem Schuljahr eine Vielzahl von schulischen Projekten aus den Mitgliedsbeiträgen und Spenden gefördert.
Seit 2017 zeichnet der Verein jährlich eine Abiturientin bzw. einen Abiturienten für herausragendes soziales Engagement inner- und außerhalb der Schule mit dem „Goethe Sozialpreis“ aus.
Die Kandidatur und der Preis sind mit einer Urkunde und einem Geschenk verbunden. Die Nominierten werden aus dem Kreis der Schüler-, Eltern- oder Lehrerschaft vorgeschlagen.
Der Verein ist als gemeinnützig anerkannt und ist Mitglied im Landesverband Schulischer Fördervereine Berlin-Brandenburg e. V. (lsfb).

### Schulzeitung
Die Schulzeitung senfGOELb erscheint einmal pro Schulhalbjahr und wird im Kurs Deutsch Zusatz konzipiert und erstellt.

## Öffentlichkeitsarbeit

### Teilnahme an Umweltprojekten
Die Schule nimmt durch die Sammlung von recyclingfähigen Tinten- und Tonerkartuschen an der Aktion Die Grüne Umwelt-Box teil. Auch durch die Erfolge der Schülerfirma Goethe sammelt, die sich seit dem Frühjahr 2007 auf das Werben von Firmen als Leergutsponsoren spezialisiert hat, wurde das Goethe-Gymnasium zum wiederholten Male Landessieger Berlin und konnte so notwendiges Lehrmaterial, Einrichtungsgegenstände sowie Multimedia-Equipment finanzieren.

### Spendenaktionen
Die Schule engagiert sich seit vielen Jahren auch in sozialen Bereichen. Einmal im Monat sammeln Schüler Lebensmittel und Sachspenden für die gemeinnützige Organisation Berliner Tafel.
Unter anderem mit einer Flaschensammelaktion beteiligte sich das Goethe-Gymnasium bei UPENDO an dem Bau eines Waisenhauses in Kenia.

### Zusammenarbeit
In der Gymnasialen Oberstufe arbeitet das Goethe-Gymnasium mit dem benachbarten Lilienthal-Gymnasium und dem Willi-Graf-Gymnasium zusammen.

## Persönlichkeiten

### Prominente Lehrer
- Helene Lange (1848–1930), Politikerin, Pädagogin und Frauenrechtlerin
- Reinhart Behr (1928–2003), Mitglied im Berliner Abgeordnetenhaus (Alternative Liste), Sachbuchautor

### Prominente Schüler
- Elisabeth Steiner (1935–2006), Opern- und Liedersängerin
- Ingeborg Franke (1935–2023), Vizepräsidentin des Bundesverwaltungsgerichts
- Peter Fox (* 1971), Sänger und Bandmitglied von Seeed
- Benedikt Lux (* 1981), Mitglied im Berliner Abgeordnetenhaus (Bündnis 90/Die Grünen)
- Lucas Hardt (* 1989), Schauspieler